# Karl vom Stein zum Altenstein
Karl vom Stein zum Altenstein (Schalkhausen, 1770 – Berlino, 1840) è stato un politico prussiano.
Fu tra i principali riordinatori della chiesa evangelica in Prussia, oltre che riformatore universitario, ginnasiale ed elementare.
Fu sempre in aspri rapporti col Vaticano, in particolare nel triennio 1827-1830.

## Biografia
Gli Altenstein discendevano da un'antica famiglia nobile originaria della Franconia, che prendeva il nome dal castello di Altenstein, posto su una cresta tra Ebern e Maroldsweisach. Karl nacque nel 1770 dal conte Ernst Freiherr von Stein zum Altenstein capitano ussaro e ciambellano appartenente al ramo della famiglia Ostheim vor der Rhön. Sua madre era Juliana Philippina Wilhelmina Freiin von Adelsheim, la seconda moglie di Ernsts. Karl nacque nel castello di famiglia a Obermörgerscheimp. Compiuti gli studi al ginnasio, studiò legge a Erlangen, Gottinga e successivamente a Jena.
Nel 1793 entrò a far  e del consiglio di guerra prussiano. Karl August von Hardenberg, riconobbe subito il suo talento e lo incoraggiò a unirsi al corpo diplomatico. Nel 1799 si recò con Hardenberg a Berlino dove lavorò come ministro. In seguito alle sconfitte subite dalla Prussia nella battaglia di Jena-Auerstedt, nel 1806 si recò con Hardenberg a Tilsit per lavorare alle riforme prussiane.
I piani di insurrezione contro l'occupazione francese bloccarono i piani di riforma del ministro di Stato Heinrich Friedrich Karl von Stein. Nel 1808 Altenstein divenne il suo successore come capo dell'amministrazione delle finanze. Nel 1810 la Prussia non poteva più permettersi le riparazioni concordate nella pace di Tilsit. Altenstein suggerì la cessione della Slesia alla Francia e per questo motivo fu licenziato in giugno dal re Federico Guglielmo III su pressione di Hardenberg.
Trasferitosi a Breslavia, fu nominato governatore civile della Slesia nel 1813. Dopo il Congresso di Vienna nel 1815, si recò insieme a Wilhelm von Humboldt a Parigi per recuperare i tesori che erano stati confiscati da Napoleone.
Nel 1817 assunse la direzione del neonato Ministero della Cultura. Gli venne affidata la responsabilità politica di rifondare la Chiesa evangelica in Prussia. Nei successivi 20 anni riformò le scuole prussiane, apportando modifiche radicali all'istruzione. Nel 1825 estese l'istruzione obbligatoria a tutto il Paese e nel 1834 introdusse un curriculum obbligatorio per i ginnasi. Negli anni successivi si batté affinché il sistema educativo fosse indipendente dalla Chiesa.
Si ritirò nel 1838 a causa del peggioramento della sua salute e morì nel 1840. È sepolto a Berlino nel Dreifaltigkeitskirchhof II.